# Holzbach (Emscher)
Holzbach (Emscher) je rijeka u Sjevernoj Rajni-Vestfaliji, u Njemačkoj. Desni je pritok Emschera.